# 咖哩肉湯

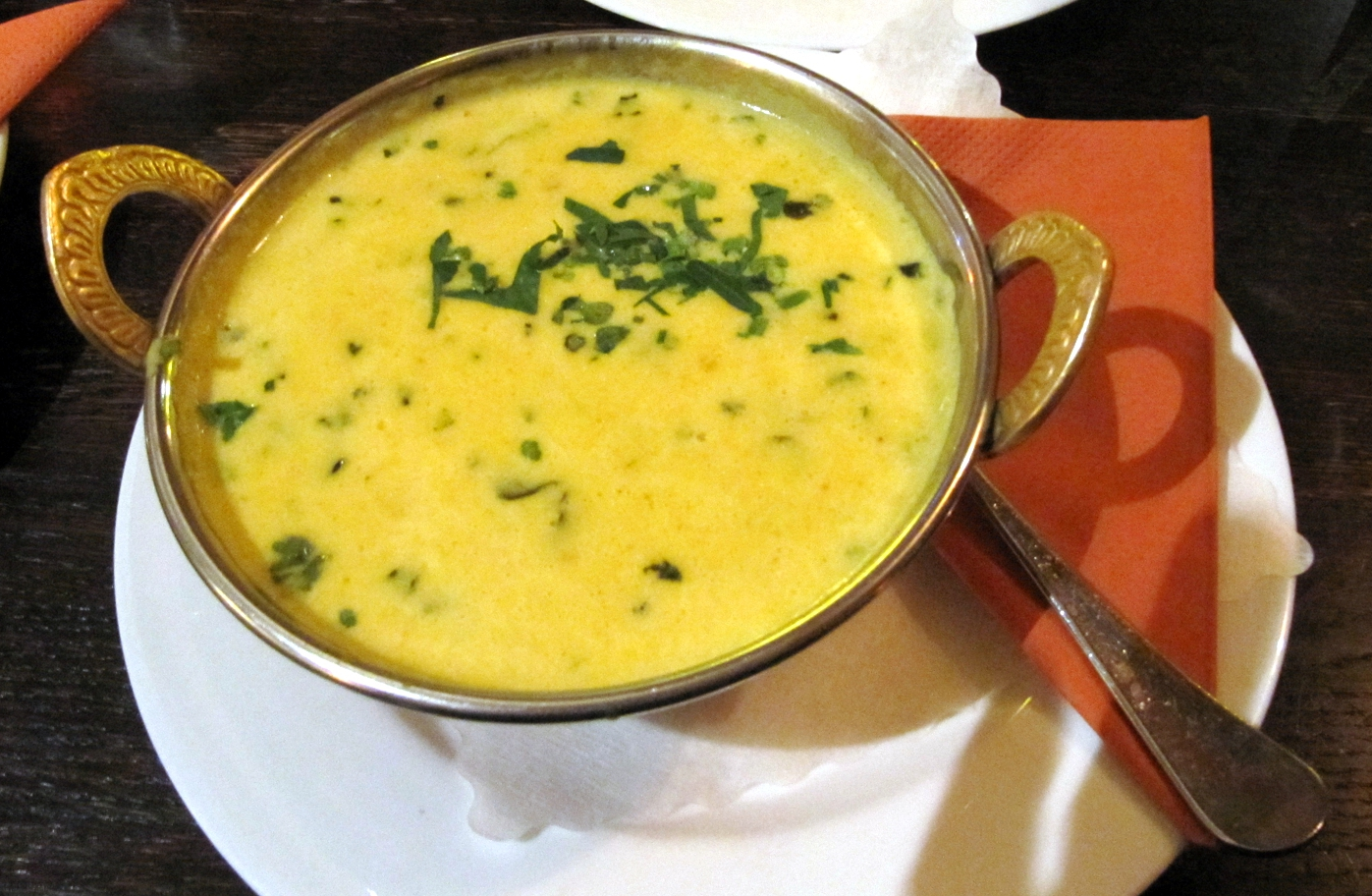
咖喱肉湯

咖喱肉湯（Mulligatawny；ˈmɐlɨɡəˈtɑːni； (listenⓘ）是一種源自南印度的濃湯，以咖喱的味道為主體。這種湯的英文名稱源自泰米爾語的「辣椒」（மிளகாய்）和「水」（தண்ணீர்）。這種湯自19世紀下半葉從印度傳入英國，其烹調方式及配料歷年來不斷轉變，已沒有一種單一的原始版本。這個濃湯的配方最初是作為一種醬料使用，而且本來亦沒有使用肉類。
直到傳入英國時，才在烹調加入肉類，而且伴隨米飯及麵條來吃。直至現在，這道湯的起源地馬德拉斯（即今日印度的欽奈）的食譜仍然不加肉類：他們的配方將紅椒乾、芥末籽、胡芦巴籽、蒜頭等放入牛脂裡烤香，然後再煮成醬，再加入開水兌成湯。在英語文獻，最早提及這道菜式的文獻在1784年。
芸香科月橘屬的咖哩葉是咖喱肉湯的重要材料，為濃湯提供了咖喱的口味。

## 外部連結
- .   [2007-01-02]. （原始内容存档于2008-07-24） （英语）.